# Hang Youth
Hang Youth est un groupe néerlandais de pop punk, originaire d'Amsterdam. Le groupe s'est imposé sur la scène musicale en sortant quatre albums en l'espace d'un mois cette année-là. Les premiers albums se caractérisent par des titres en majuscules et des chansons qui durent moins d'une minute. Avec des punchlines franches, Hang Youth capture leur mécontentement social.

## Histoire
En 2007, les quatre amis d'enfance travaillent ensemble pour la première fois sous le nom de The Don't Touch My Croque-Monsieurs. C'est ainsi qu'ils sortent pour la première fois de la musique en tant que collectif, en se produisant dans des festivals et des chaînes de radio (dont 3FM). En mai 2015, ils sortent pour la première fois de la musique sous le nom de Hang Youth. Via la plateforme Bandcamp, le groupe sort cette année-là l'album Hang Youth : un album de punk hardcore avec seize chansons de moins d'une minute chacune. Hang Youth adopte un ton socialement critique, de manière crue et humoristique. Trois autres albums du groupe suivent le même mois.
En 2016, les membres du groupe Van Gijlswijk et Bos collaborent sous le nom de Jonkoklapper. Par la suite, les choses se calment autour du collectif pendant un certain temps.
En pleine pandémie de Covid-19, Hang Youth sort à nouveau de la musique. Une fois de plus, Hang Youth s'insurge contre les problèmes sociaux et l'establishment. Le groupe flirte pour la première fois avec d'autres genres. Par exemple, il sort un disque de reggae ironique intitulé Cultural Appropriation, et — à la demande de 3voor12 — une ballade country politique apparaît à l'approche des élections législatives de 2021.
Début janvier 2021, le groupe exige une « amélioration immédiate de tout » par le biais d'une campagne d'affichage devant le Paradiso, et deux semaines plus tard, il sort le single July Have 24 Hours. Il est difficile de savoir dans quelle mesure cette action a influencé la politique néerlandaise.
Hang Youth joue régulièrement lors de manifestations. En septembre 2020, le groupe se produit lors d'un blocus d'Extinction Rebellion (XR) sur les Zuidas. Ils interprètent la chanson Leg de Zuidas in de As, qui était sortie il y a un mois à l'époque. En mars 2021, le groupe joue à Museumplein lors d'une manifestation contre le système de prêt. Un mois plus tard, le groupe joue à nouveau lors d'une manifestation organisée par XR, cette fois à Westerpark. Pour leur performance lors de la Housing Protest à Westerpark (le 12 septembre 2021), Hang Youth écrit la chanson (GE)Woonbeleid en guise de soutien. Une photo de Van Gijlswijk en train de faire du crowdsurfing, prise par Bram Petraeus lors de cette manifestation pour le logement, remporte ensuite un appareil photo d'argent dans sa catégorie. En novembre de la même année, Hang Youth se produit avec Sophie Straat lors d'une manifestation contre l'expulsion de l'hôtel Mokum. Le groupe écrit la chanson Ik bet me stufi Not Back avec Gotu Jim pour leur performance lors de la manifestation contre l'indemnisation sur la place du Musée. En mars 2022, le groupe accompagne musicalement la grève pour le climat organisée par Fridays for Future sur la place du Dam.
Lorsque les grands festivals annonceront leur retour en 2022, Hang Youth figurera sur de nombreuses affiches. Au cours de l'été 2022, le groupe se produira notamment à Pinkpop, Jera on Air, Down the Rabbit Hole et Lowlands. Lors de ce dernier festival, Hang Youth entrera dans l'histoire. Une nouvelle licence permet aux groupes de se produire pendant une heure. Hang Youth est le premier groupe à se produire à Lowlands à ce moment-là.

## Discographie

### Albums studio
- 2015 : Hang Youth
- 2015 : Geld is Nep
- 2015 : Media Aandcht
- 2015 : Doe Het Zelf
- 2020 : Boel Aan de Hand
- 2020 : Alles Moet Beter
- 2021 : Het K-Woord
- 2023 : Ben je Bang ?